# Kányabangita
A kányabangita (Viburnum opulus) a mácsonyavirágúak (Dipsacales) rendjébe, ezen belül a pézsmaboglárfélék (Adoxaceae) családjába tartozó faj. Kertekben termesztett változata a labdarózsa (Viburnum opulus var. roseum).

## Elnevezései
A kányabangita egyéb elnevezései: gána, kálenka, kalina, kalinafa, kalinka, kánya, kányafa, veres kánya.

## Előfordulása
A kányabangita csaknem egész Európában megtalálható. Ázsia mérsékelt övi részein, a Kaukázustól Japánig fordul elő. Kanadában és az Amerikai Egyesült Államokban is őshonos.

## Változatai
- Viburnum opulus var. americanum
- Viburnum opulus var. calvescens (Rehder) H. Hara
- Viburnum opulus var. opulus
- labdarózsa (Viburnum opulus var. roseum)
- Viburnum opulus var. sargentii
- Viburnum opulus subsp. trilobum (Marshall) R.T. Clausen

## Megjelenése, felépítése
Felálló szárú, gyors növekedésű, 2-5 méter magasra megnövő cserje vagy kis fa. Sekélyen gyökerezik, számos gyökérsarjat növeszt. Kérge sárgásszürke, hosszanti irányban repedezett.
Átellenesen álló, hosszú nyelű levelei a juharéhoz hasonló széles tojásdadok, 3 (ritkábban 5) karéjjal. A levelek válla lekerekített vagy gyengén szíves, széle egyenlőtlenül fogazott. Felül simák, kopaszak, világoszöldek, a fonákjuk szürkészöld, pelyhesen szőrös.
Az 5 pártacimpájú virágok laza, gazdagon ágas, végálló lapos bogernyőben nyílnak. A sárgás árnyalatú, apró, termős virágokat nagy (2,5 centiméteres) mutatós, hófehér meddő virágok veszik körül. A termős virágok sajátos illata vonzza a legyeket.
Termése borsónyi, gömb alakú, üvegesen fénylő piros, húsos, csonthéjas.

## Életmódja
A kányabangita nyirkos, meszes, humuszos talajon nő, árnyékos helyen, cserjésekben, ártéri és ligeterdőkben, olykor tölgyesekben. A síkságoktól az Alpokig, 1400 méter magasságig megtalálható.
Május–június között virágzik; legyek porozzák be. Termése a beporzás után gyorsan kifejlődik; gyakran egy időben láthatók ágain virágok és érett termések. A termés nyersen élvezhetetlen ízű, olyannyira, hogy amíg találnak mást, még a madarak is elkerülik — télen azonban, amikor nagy a hó és a hideg, a csonttollúak és a fenyőrigók mindet lecsipegetik.

## Képek

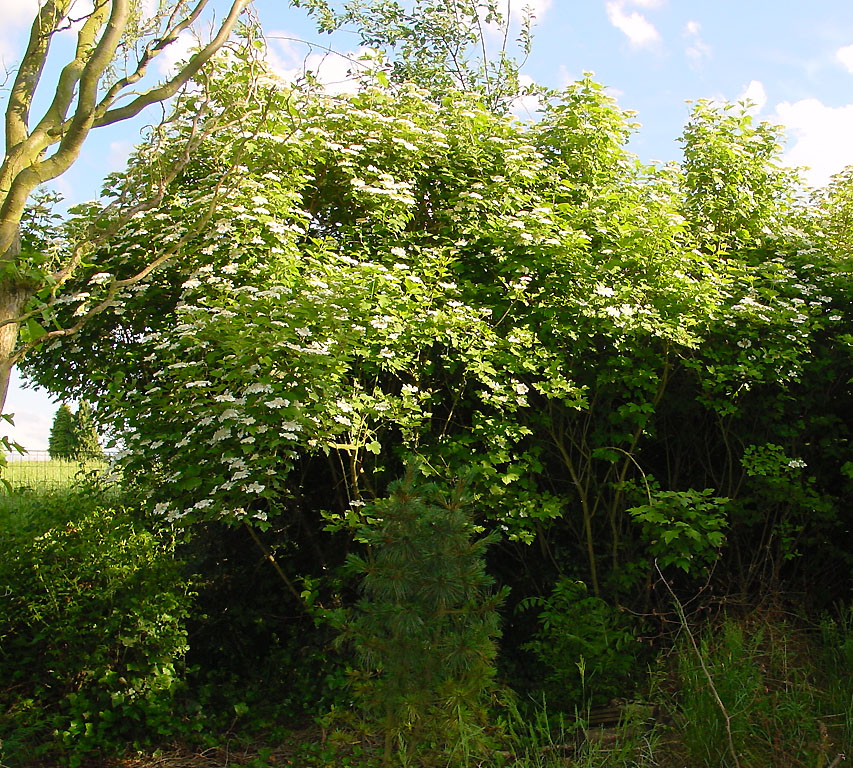
A növény
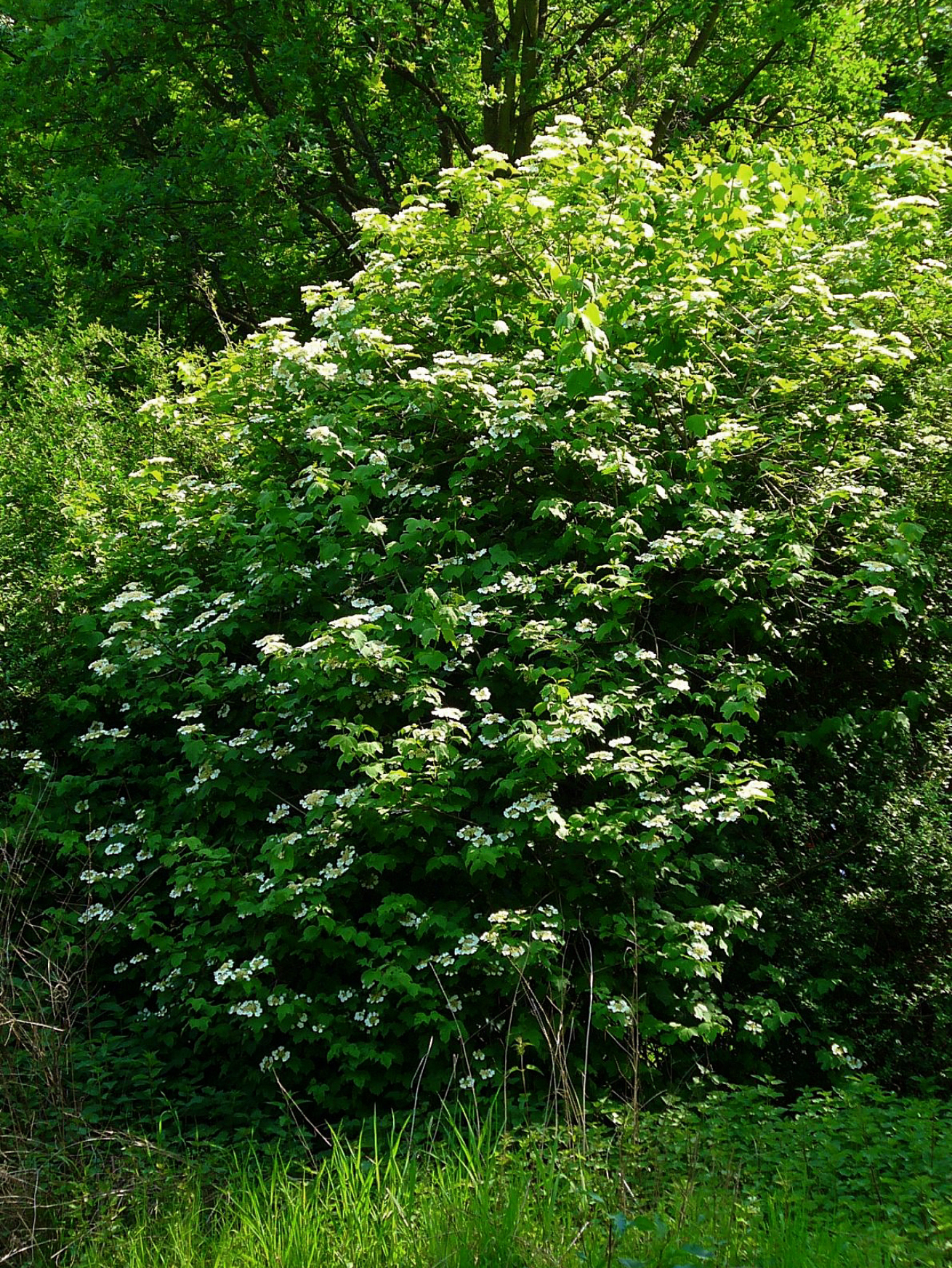
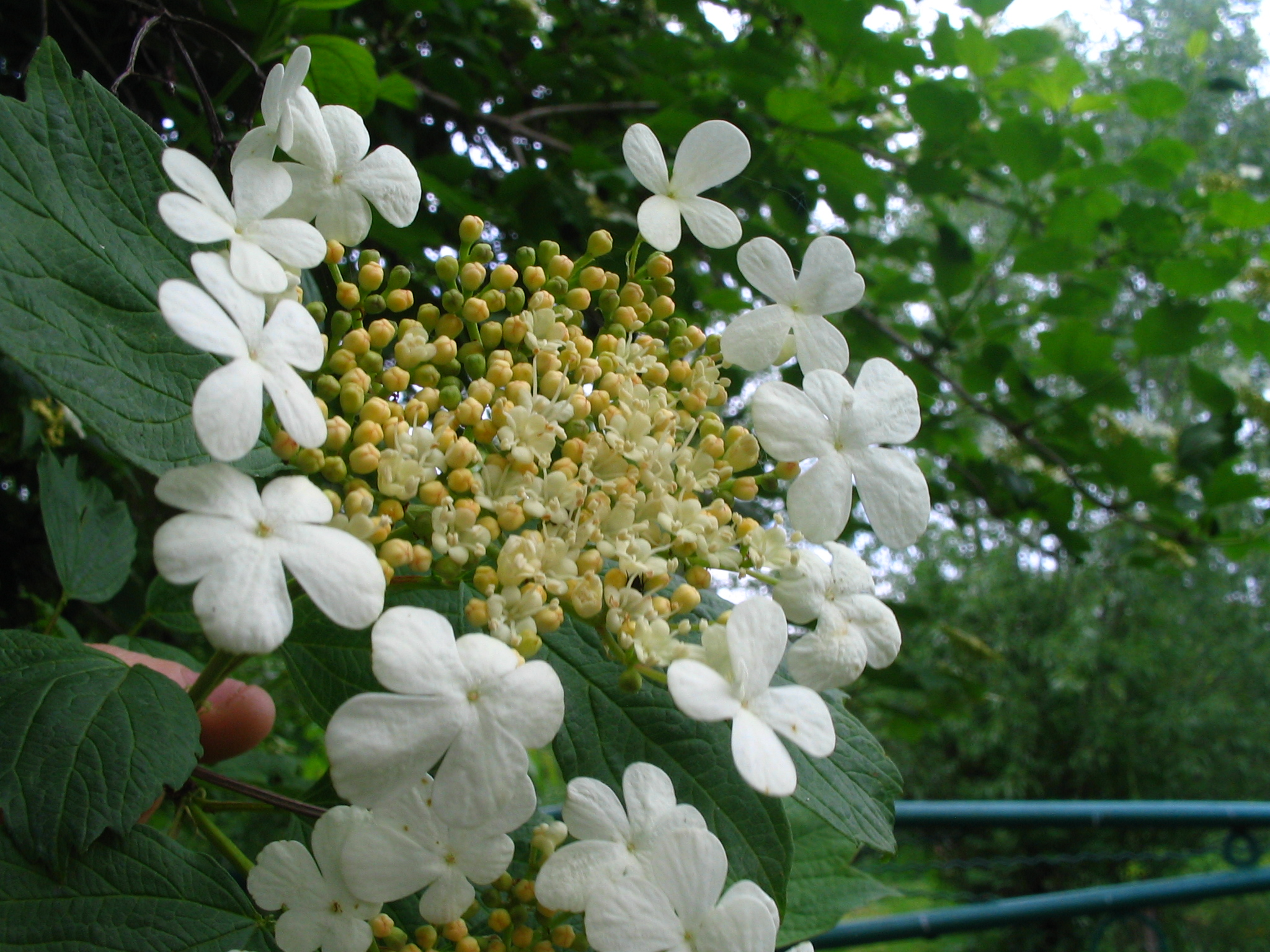
Virágzatai
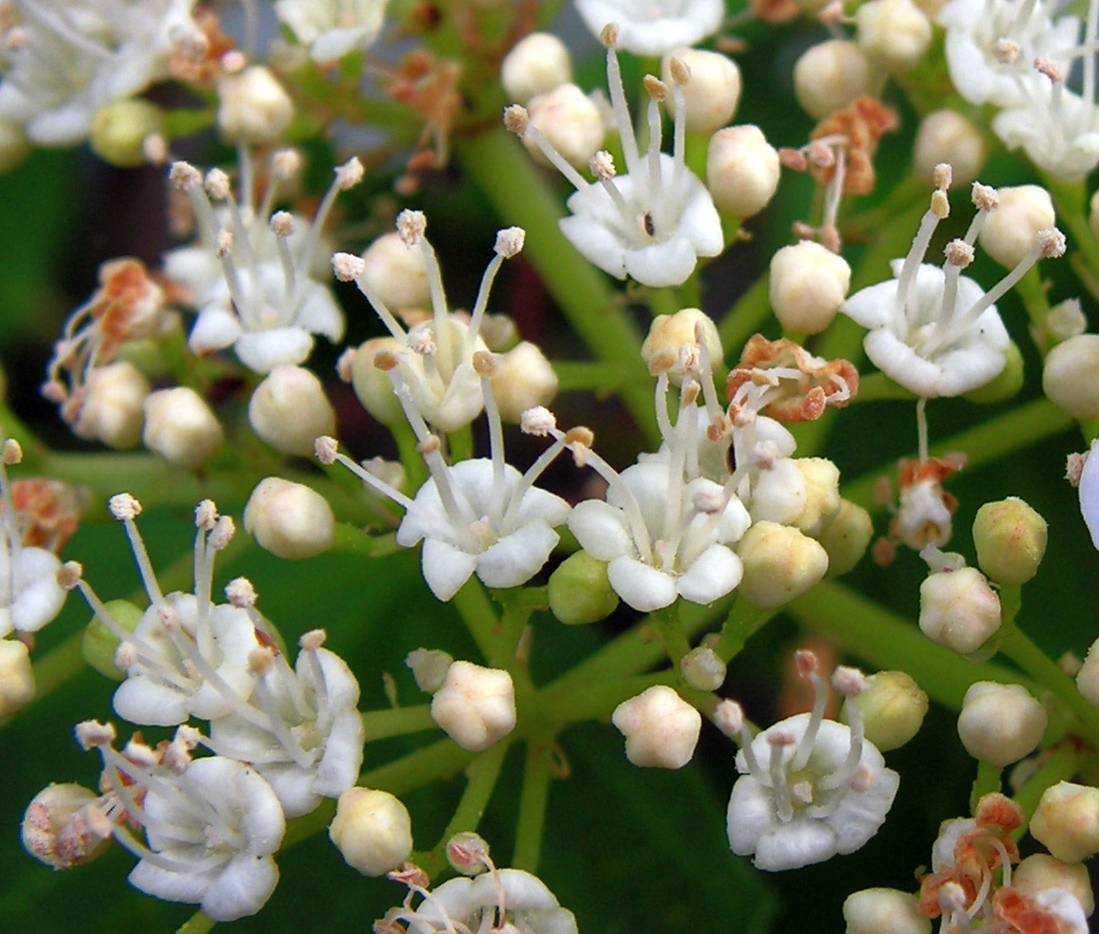
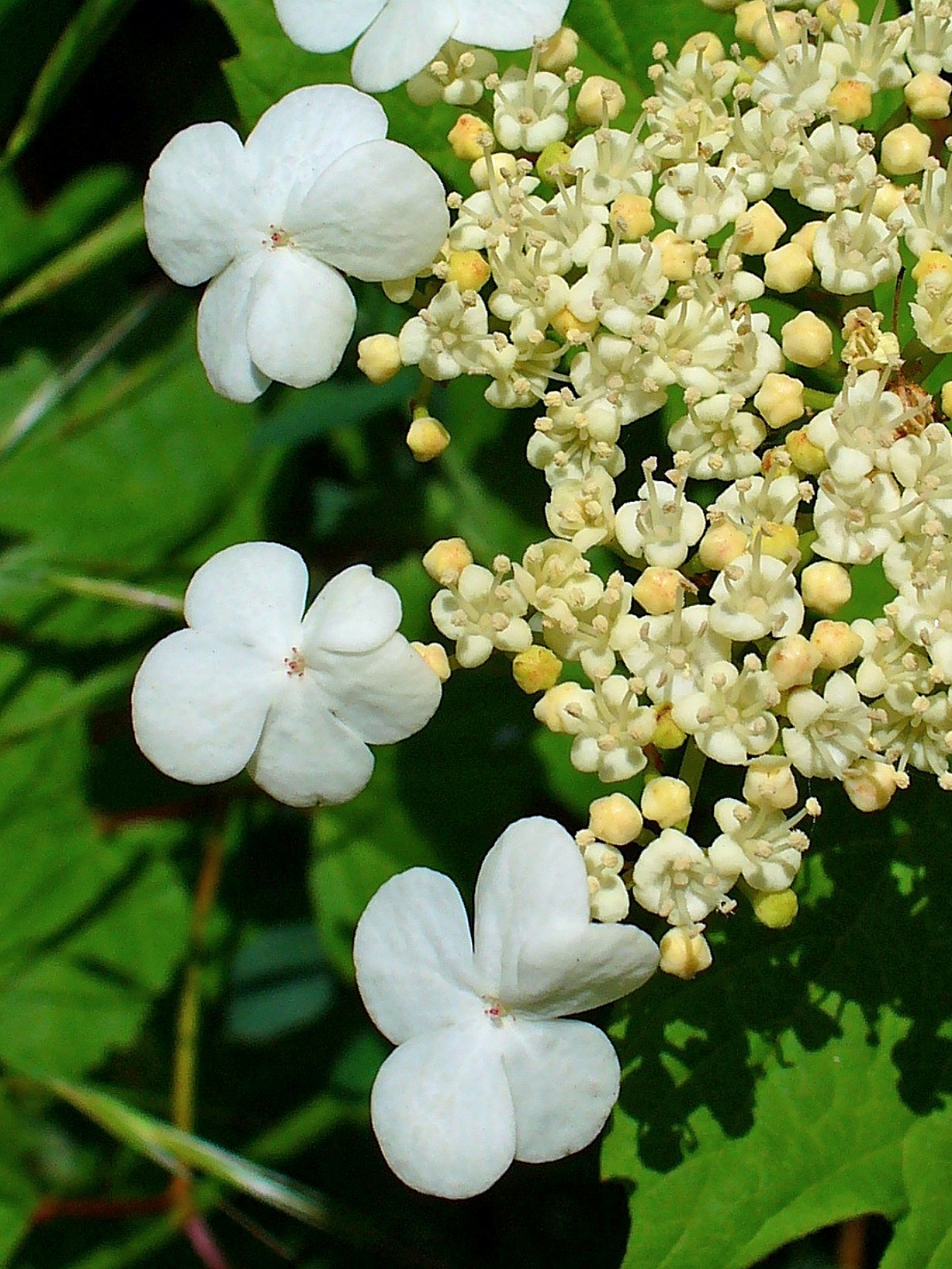
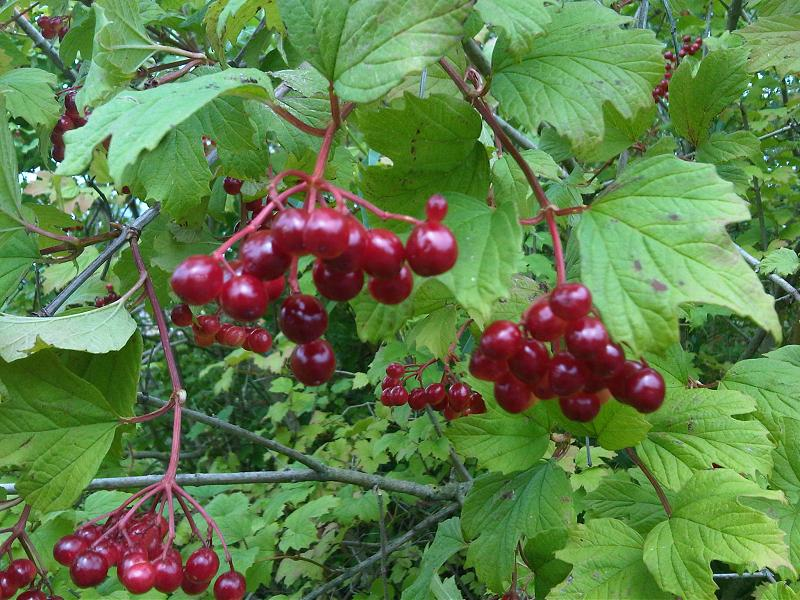
Termései
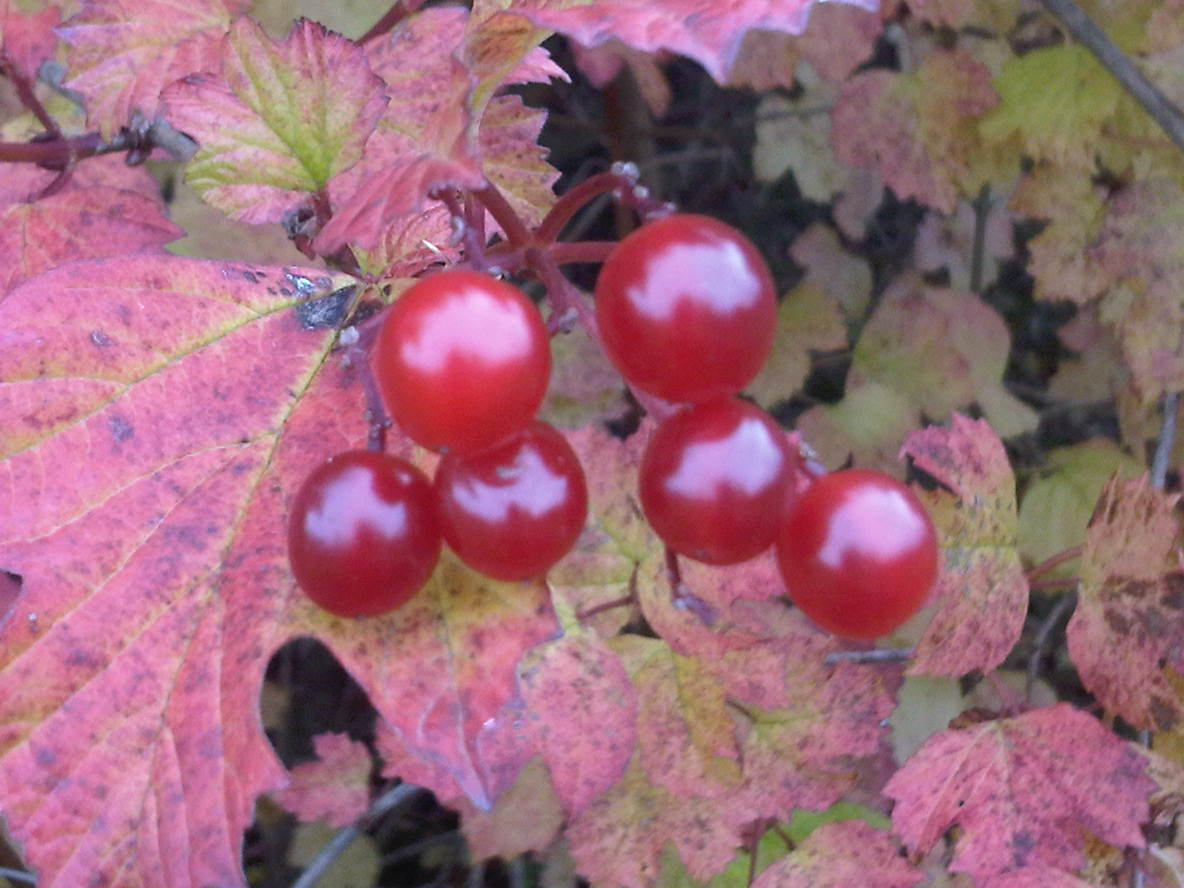
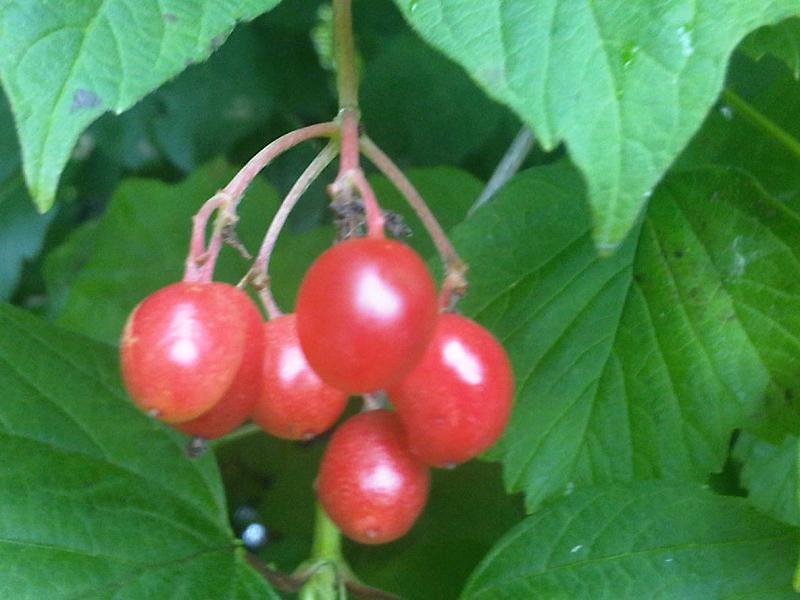
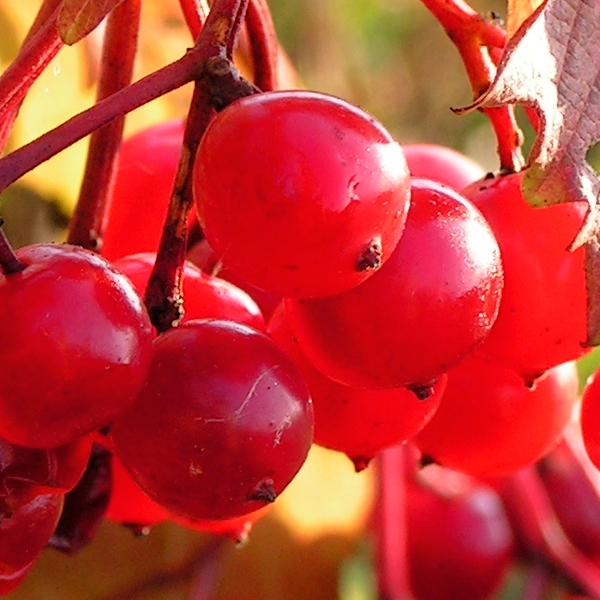
Közelről
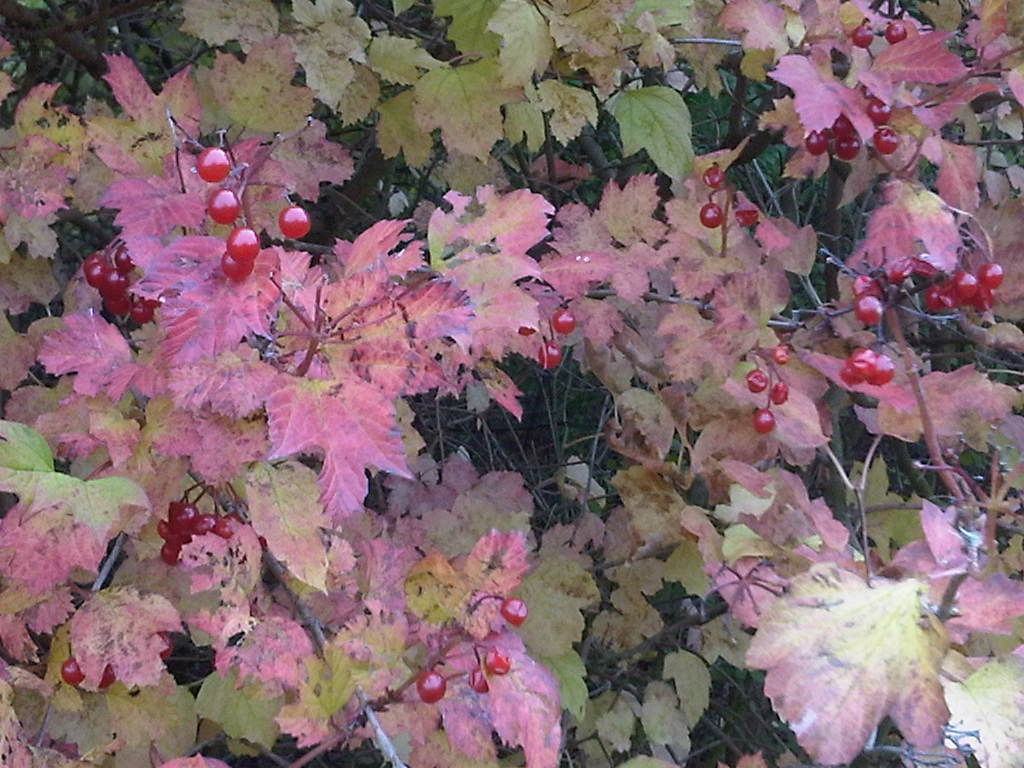
Őszi színekben
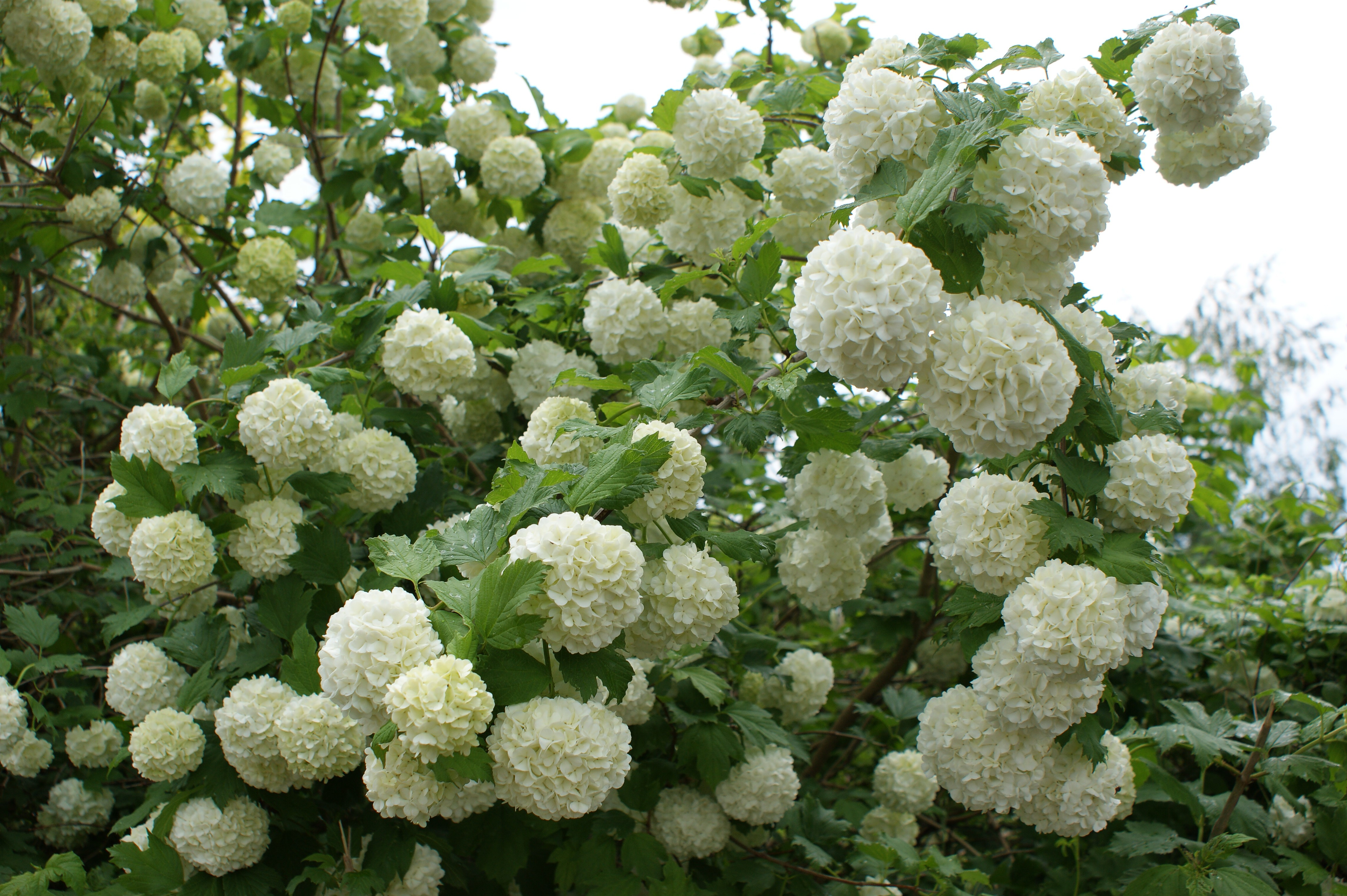
Labdarózsa bokor
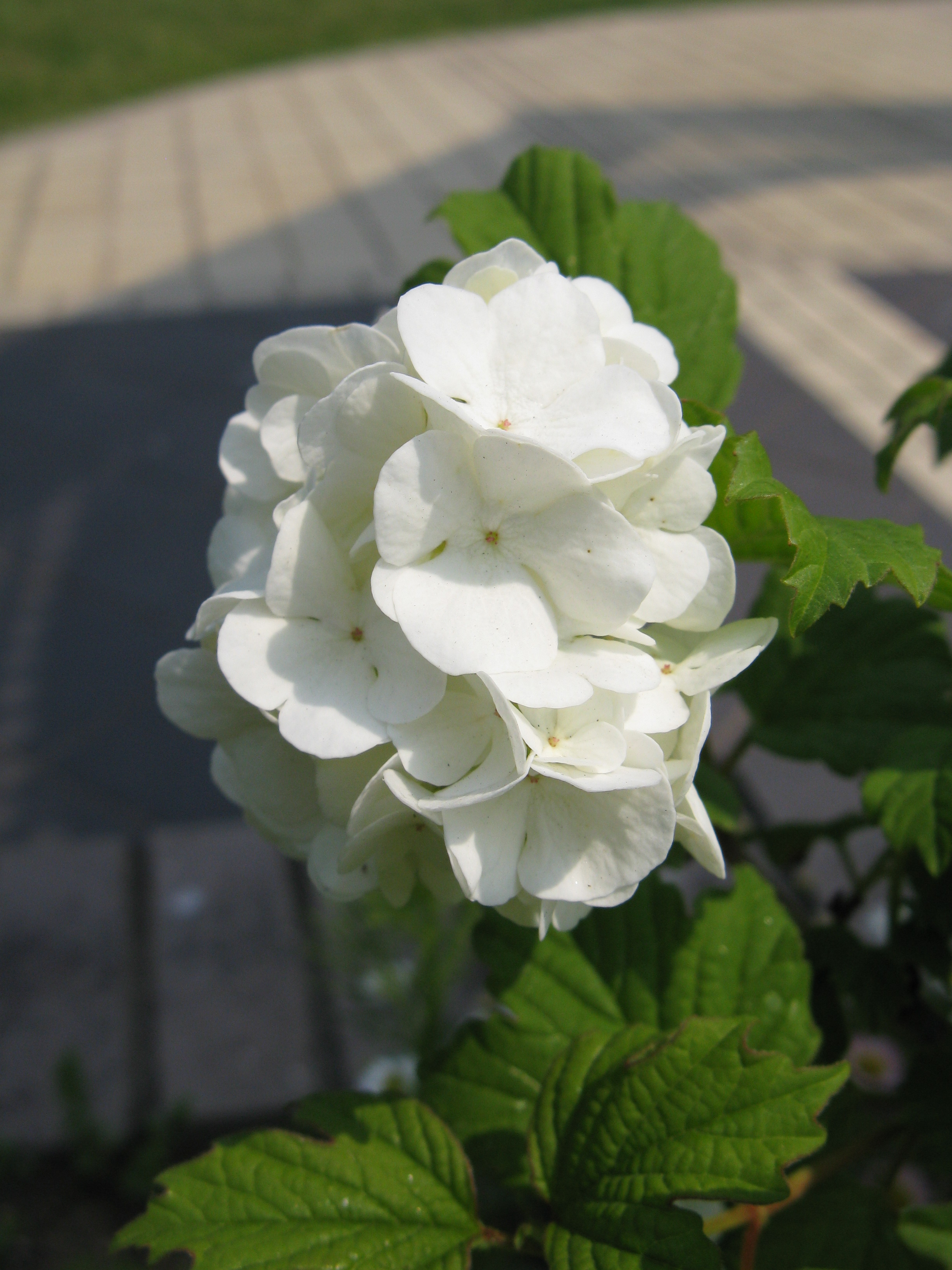
Labdarózsa virágok
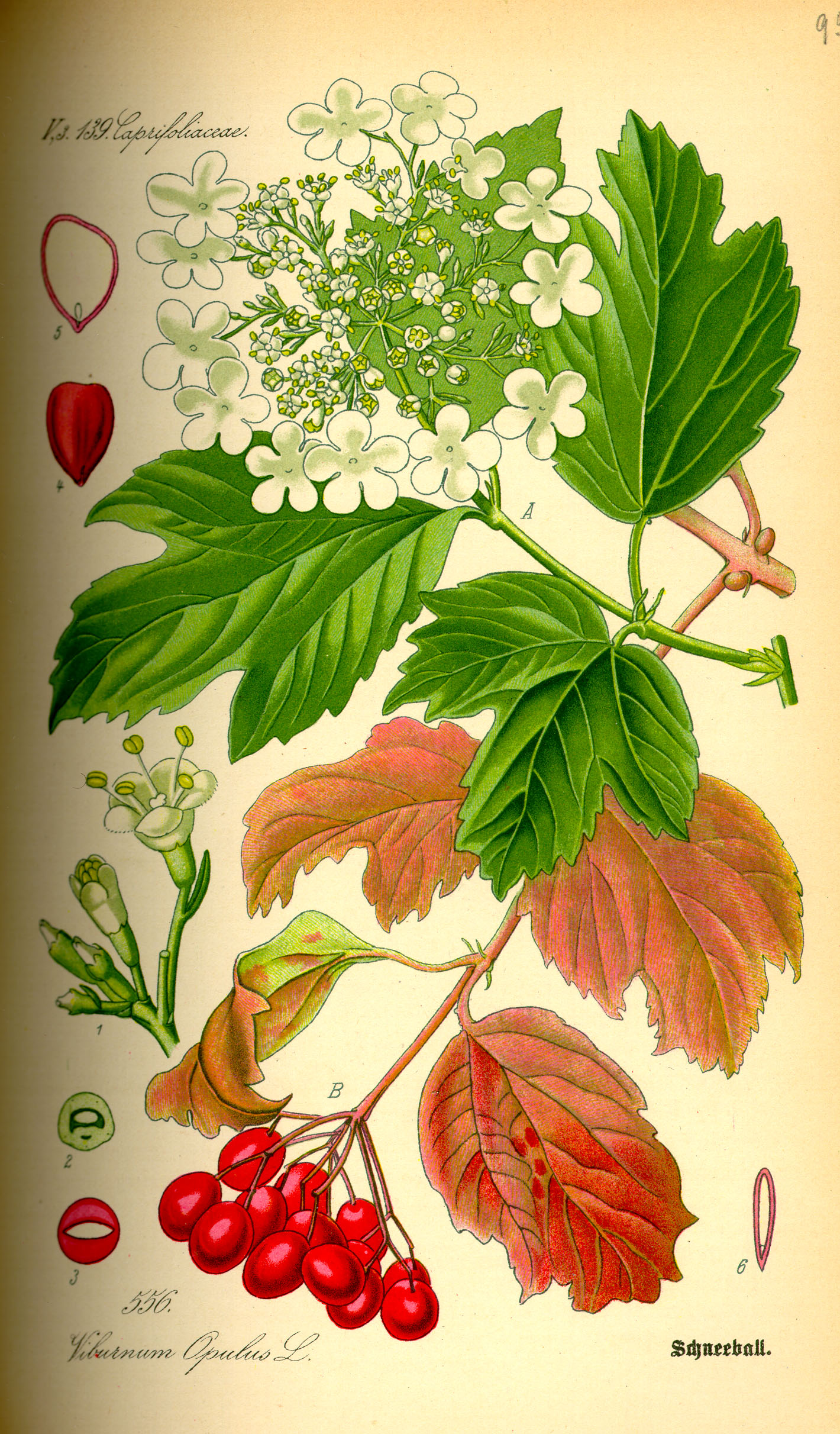
Rajzok a növényről
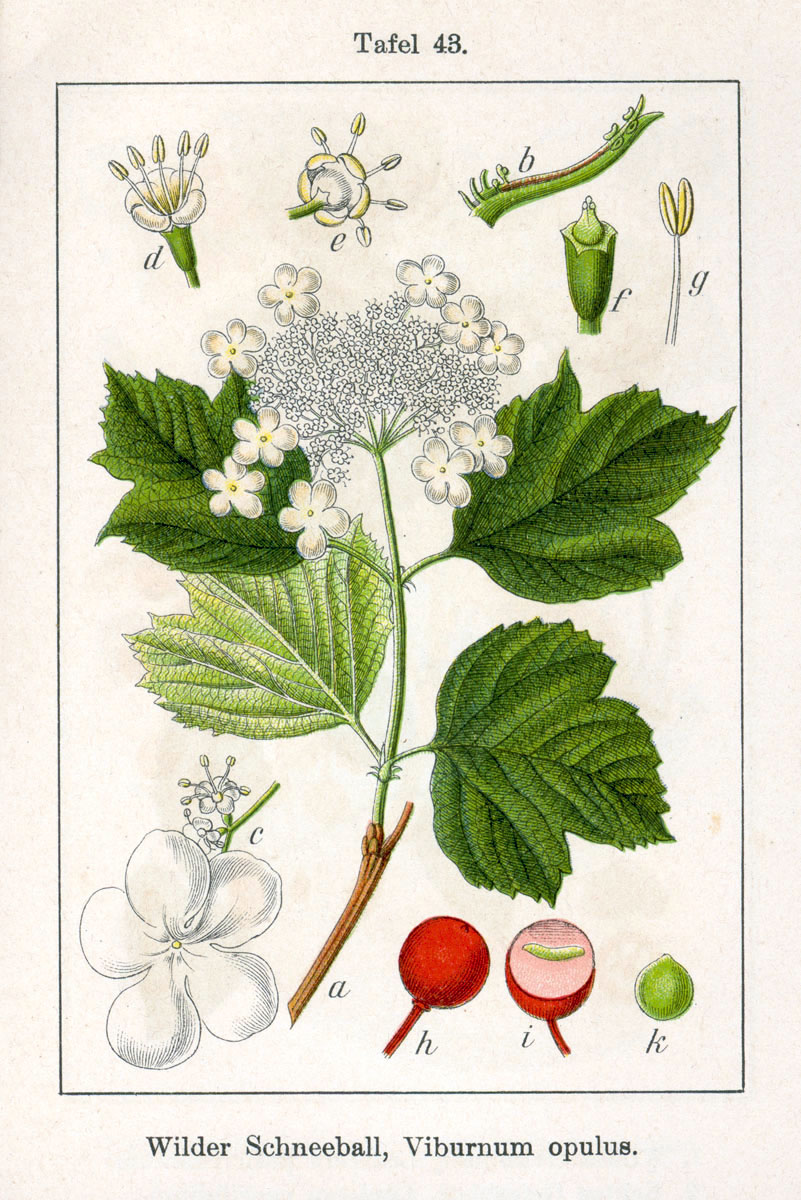
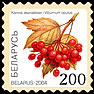
Fehérorosz postabélyegen
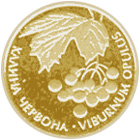
Ukrán érmén